# 桥环化合物

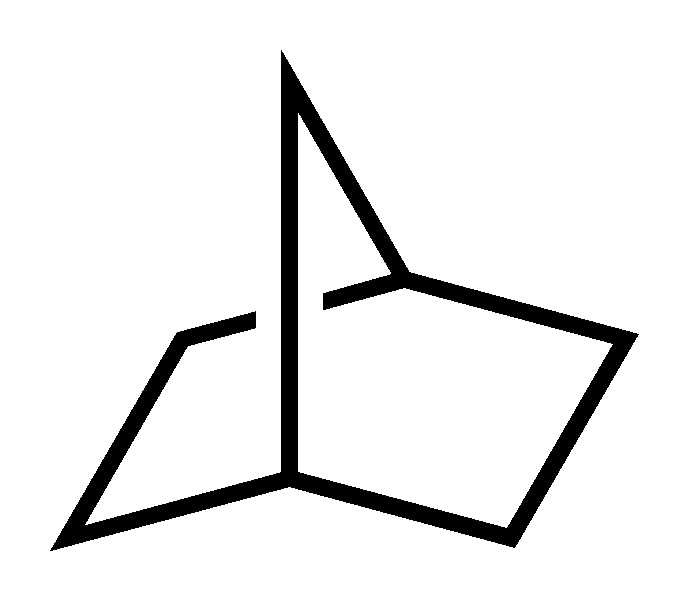
双环[2.2.1]庚烷

桥环化合物是一类分子中两个或多个环共用两个不直接相连的原子的有机化合物。
被公用的原子称为桥头原子，连接桥头原子的键称为桥。
桥环化合物的命名见v:IUPAC有機物命名法A部#A-3.桥烃。